# 꼬리에 꼬리를 무는 그날 이야기
《꼬리에 꼬리를 무는 그날 이야기》(약칭: 꼬꼬무)는 매주 목요일 밤 10시 20분에 방송되는 교양 프로그램이다. 세 명의 '장씨이야기꾼(장도연, 장성규, 장현성)'이 스스로 공부하며 느낀 바를 각자의 '이야기 친구'(가장 가까운 지인)에게, 가장 일상적인 공간에서 1:1로 전달하는 방식으로 구성된다.

## 방송 시간
| 방송 채널 | 방송 시즌     | 방송 기간                          | 방송 시간                    | 방송 시간                    | 비고               |
| --------- | ------------- | ---------------------------------- | ---------------------------- | ---------------------------- | ------------------ |
| SBS TV    | 파일럿        | 2020년 6월 14일 ~ 2020년 6월 28일  | 일요일 밤 11:05 ~ 12:05      | 일요일 밤 11:05 ~ 12:05      | 파일럿 (3부작)     |
| SBS TV    | 1기           | 2020년 9월 17일 ~ 2020년 11월 26일 | 1부                          | 매주 목요일 밤 10:35 ~ 11:15 | 분리 편성 (1, 2부) |
| SBS TV    | 1기           | 2020년 9월 17일 ~ 2020년 11월 26일 | 2부                          | 매주 목요일 밤 11:15 ~ 11:55 | 분리 편성 (1, 2부) |
| SBS TV    | 2기           | 2021년 3월 11일 ~ 2021년 7월 29일  | 1부                          | 매주 목요일 밤 10:30 ~ 11:15 | 분리 편성 (1, 2부) |
| SBS TV    | 2기           | 2021년 3월 11일 ~ 2021년 7월 29일  | 2부                          | 매주 목요일 밤 11:15 ~ 11:55 | 분리 편성 (1, 2부) |
| SBS TV    | 정규 프로그램 | 2021년 10월 21일 ~ 2023년 8월 3일  | 매주 목요일 밤 10:30 ~ 12:00 | 매주 목요일 밤 10:30 ~ 12:00 | 통합 편성          |
| SBS TV    | 정규 프로그램 | 2023년 8월 17일 ~ 현재             | 매주 목요일 밤 10:20 ~ 11:50 | 매주 목요일 밤 10:20 ~ 11:50 | 통합 편성          |

## 현재 출연자
| 역대 | 출연진 및 패널 | 방송 기간               | 방송 회차           | 비고 |
| ---- | -------------- | ----------------------- | ------------------- | ---- |
| 1대  | 장성규         | 2020년 6월 14일 ~ 현재  | 파일럿 ~ 현재       |      |
| 1대  | 장도연         | 2020년 6월 14일 ~ 현재  | 파일럿 ~ 현재       |      |
| 2대  | 장현성         | 2021년 10월 21일 ~ 현재 | 정규편성 1회 ~ 현재 |      |

### 이전 출연자
| 역대 | 출연진 및 패널 | 방송 기간                         | 방송 회차       | 비고 |
| ---- | -------------- | --------------------------------- | --------------- | ---- |
| 1대  | 장항준         | 2020년 6월 14일 ~ 2021년 7월 29일 | 파일럿 ~ 시즌 2 |      |

## 에피소드 목록

### 2020년
| 파일럿      | 파일럿    | 파일럿                                          | 파일럿        | 파일럿                         | 파일럿        |
| 회차        | 방송일    | 부제                                            | 연도          | 게스트(이야기 친구)            | 비고          |
| ----------- | --------- | ----------------------------------------------- | ------------- | ------------------------------ | ------------- |
| P1          | 6월 14일  | 지강헌 사건                                     | 1988년        | 송은이, 김여운, 김기혁         |               |
| P2          | 6월 21일  | 박인수 사건                                     | 1955년        | 장현성, 김철민, 김기혁, 정이나 |               |
| P3          | 6월 28일  | 다중인격살인                                    | 1998년        | 천명관, 허안나, 김기혁         | [ 2 ]         |
| 시즌 1 시작 |           |                                                 |               |                                |               |
| 1           | 9월 17일  | 암호명 마카로니 그리고 거짓말                   | 1987년~       | 송은이, 이현이, 조성식         | 정규 편성     |
| 2           | 9월 24일  | 미션임파서블 121                                | 1968년        | 전석호, 조성식, 온주완         |               |
| 3           | 10월 8일  | 탈옥수 신창원, 907일의 기록                     | 1997년~1999년 | 전석호, 김동현, 조정식         | 10월 1일 결방 |
| 4           | 10월 15일 | 평택 영아 납치 사건 - 사라진 아기와 다잉 메시지 | 2005년        | 김풍, 김동현, 장윤주           |               |
| 5           | 10월 22일 | 꽃분홍 아지트의 괴물들 - 지존파                 | 1994년        | 장현성, 이현이, 김성규         |               |
| 6           | 10월 29일 | 지상 최대의 인간증발 - 휴거 1992                | 1992년        | 김이나, 김여운, 손준호         |               |
| 7           | 11월 5일  | 무등산 타잔, 박흥숙                             | 1977년        | 장현성, 김동현, 김기혁         |               |
| 8           | 11월 12일 | 범죄와의 전쟁 - 서진회관 17호실                 | 1986년        | 이준혁, 김동현, 한지은         |               |
| 9           | 11월 19일 | 암호명 KT 그리고 흑색공작원                     | 1973년        | 김이나, 이은형, 조정식         |               |
| 10          | 11월 26일 | 침묵의 4박 5일 오대양 집단 변사 사건            | 1987년        | 김진수, 이현이, 손준호         |               |
| 시즌 1 종료 |           |                                                 |               |                                |               |

### 2021년
| 시즌 2 시작   | 시즌 2 시작 | 시즌 2 시작                                          | 시즌 2 시작         | 시즌 2 시작                 | 시즌 2 시작 |
| 회차          | 방송일      | 부제                                                 | 연도                | 게스트(이야기 친구)         | 비고        |
| ------------- | ----------- | ---------------------------------------------------- | ------------------- | --------------------------- | ----------- |
| 1             | 3월 11일    | 1979 서울 점령 : 운명의 레이스                       | 1979년              | 송경아, 조정식, 카이        |             |
| 2             | 3월 18일    | 지키지 못한 약속 - 오소리 작전                       | 1971년              | 황제성, 김여운, 이이경      |             |
| 3             | 3월 25일    | 우리들은 '내일의 조': 사상초유 더블하이재킹          | 1970년              | 장현성, 박성광, 박재범      |             |
| 4             | 4월 1일     | 4000일간의 추적 : 여대생 공기총 살인사건             | 2002년              | 전석호, 이현이, 안영미      |             |
| 5             | 4월 8일     | 초대받지 않은 손님 : 8.15 저격 사건                  | 1974년              | 정우, 주우재, 소유진        |             |
| 6             | 4월 15일    | 악마를 보았다 : 정남규 연쇄살인사건                  | 2004년~2006년       | 조정치, 김용명, 이이경      |             |
| 7             | 4월 22일    | 101호 작전, 흰 장갑의 습격                           | 1979년              | 김이나, 주우재, 봉태규      |             |
| 8             | 4월 29일    | 조작된 살인의 밤 - 연필과 빗 그리고 야간비행         | 1972년              | 김진수, 안소희, 백지영      |             |
| 9             | 5월 6일     | 14년간의 추적 : 죽지 않는 남자 조희팔                | 2008년~2011년(사망) | 송경아, 박성광, 김가영      |             |
| 10            | 5월 13일    | 45년 만의 귀가 : 죽은 자의 생존 신고                 | 1998년~1999년       | 장현성, 이현이, 고아성      |             |
| 11            | 5월 20일    | 암살자와 추적자                                      | 1996년              | 전석호, 주우재, 유빈        |             |
| 12            | 5월 27일    | 목숨과 맞바꾼 회고록 - 김형욱 실종 사건              | 1979년              | 배진아, 김동현, 성유리      |             |
| 13            | 6월 3일     | 1983, 인간 몰카 - 대도 조세형                        | 1983년              | 김이나, 라비, 김동현        |             |
| 14            | 6월 10일    | 핑크빛 욕망의 몰락 : 삼풍백화점 붕괴 참사            | 1995년              | 전석호, 문세윤, 강승윤      |             |
| 15            | 6월 17일    | 살인자와, 목격자 그리고 거짓말쟁이 : 이태원 살인사건 | 1997년              | 빈지노, 주우재, 효정        |             |
| 16            | 6월 24일    | 정치깡패 이정재                                      | 1954년~1960년       | 류현경, 김용명, 김동현      |             |
| 17            | 7월 1일     | 지옥으로 떠난 여행 - 필리핀 연쇄 납치 사건           | 2007년~2014년       | 장현성, 이현이, 이이경      |             |
| 18            | 7월 8일     | 피의 일요일 - 아웅산 폭탄 테러                       | 1983년              | 박하선, 윤승아, 주우재      |             |
| 19            | 7월 15일    | 공포의 17시간 : 2인조 카빈 강도                      | 1972년~1974년       | 김선재, 이현이, 정성호      |             |
| 20            | 7월 22일    | 강요된 침묵,그리고 비밀수기 : 대한민국 의문사 1호    | 1973년              | 김은희, 코드쿤스트, 이이경  |             |
| 특별          | 7월 29일    | 끝나지 않은 '그날' 이야기                            |                     | 이현이, 장현성, 이이경      |             |
| 시즌 2 종료   |             |                                                      |                     |                             |             |
| 정규편성 시작 |             |                                                      |                     |                             |             |
| 1             | 10월 21일   | 1987 인간 청소                                       | 1987년              | 이석훈, 장항준, 전소미      |             |
| 2             | 10월 28일   | 대한민국 악인열전 - 피도 눈물도 없이                 | 2005년              | 표예진, 염혜란, 정성호      |             |
| 3             | 11월 4일    | 그 배를 탄 사람들, 1993 서해훼리호                   | 1993년              | 이현이, 공명, 도영          |             |
| 4             | 11월 11일   | 지옥에서 탈출하라 1991 모가디슈                      | 1991년              | 넉살, 이미도, 강승윤        |             |
| 5             | 11월 18일   | 1 vs 1000의 사나이 - 신출귀몰 경성 피스톨            | 1923년              | 황우슬혜, 윤균상, 조정식    |             |
| 6             | 11월 25일   | 대한민국 악인열전 『우범곤 총기 난사 사건』          | 1982년              | 김동현, 서영희, 슬기        |             |
| 7             | 12월 2일    | 감옥에서 온 살인리스트 유령 살인마 이두홍            | 2010년              | 사이먼 도미닉, 김진수, 치타 |             |
| 8             | 12월 9일    | 마지막 여름캠프 : 씨랜드 화재 참사                   | 1999년              | 비비, 타블로, 백지영        |             |
| 9             | 12월 16일   | 피로 쓴 약속                                         | 1970년              | 차선우, 정문성, 효정        |             |
| 10            | 12월 23일   | 64인의 결사대 : 1976 도끼만행사건                    | 1976년              | 정용화, 한승연, 김기혁      |             |
| 11            | 12월 30일   | 세기의 이혼 스캔들 - 인형이 되기를 거부한 모던걸     | 20세기 초반         | 이현이, 이미도, 정성호      |             |

### 2022년
| 회차 | 방송일    | 부제                                             | 연도            | 게스트(이야기 친구)          | 비고                 |
| ---- | --------- | ------------------------------------------------ | --------------- | ---------------------------- | -------------------- |
| 12   | 1월 6일   | 마늘밭 : 그곳에 묻혀있다. 2011 축령마을 미스터리 | 2011년          | 산다라박, 배종옥, 로꼬       |                      |
| 13   | 1월 13일  | 출격 1954 - 대한민국의 이름으로                  | 1954년          | 이현이, 제갈성렬, 안성준     |                      |
| 14   | 1월 20일  | 입 속의 혀 : 유괴범과 꼭두각시들                 | 1980~1981년     | 김태균, 한승연, 에일리       |                      |
| 15   | 1월 27일  | 나를 찾아줘 - 1960, 되살아온 아이                | 1960년          | 이현이, 진선규, 유주         |                      |
| 16   | 2월 3일   | 아메리칸 드림 1992 - LA 폭동                     | 1992년          | 윤하, 장항준, 허니제이       |                      |
| 17   | 2월 24일  | 마약왕국을 탈출한 빠삐용                         | 2007년          | 김민석, 김진수, 윤보미       | 올림픽 2주 연속 결방 |
| 18   | 3월 3일   | 일곱 명의 용의자 : 누가 소녀를 죽였나            | 2007년          | 비비, 홍석천, 고은아         |                      |
| 19   | 3월 10일  | 나는 승리자다 - 제국을 뒤흔든 사나이             | 일제강점기 추정 | 이동욱, 박효주, 치타         |                      |
| 20   | 3월 17일  | 인질을 구출하라 : 해적과의 일주일                | 2011년          | 김동현, 한승연, 전진         |                      |
| 21   | 3월 24일  | 1987, 종철이와 비둘기들                          | 1987년          | 우원재, 최대훈, 린           |                      |
| 22   | 3월 31일  | 알라딘 램프와 땅콩                               | 1966년          | 오대환, 김진수, 정은지       |                      |
| 23   | 4월 7일   | 한명도 나오지 못했다 : 1999 인현동 라이브        | 1999년          | 최예나, 유인영, 예성         |                      |
| 24   | 4월 14일  | 외딴섬, 그리고 사라진 사람들 : 1997, 인간의 조건 | 1997년          | 민혁, 홍석천, 이소정         |                      |
| 25   | 4월 21일  | 1943 지옥의 문 - 콩깻묵과 검은 다이아몬드        | 1943년~1945년   | 이은형, 송영규, 이이경       |                      |
| 26   | 4월 28일  | 톱스타와 비밀 테이프                             | 1978년          | 김도연, 박효주, 전진         |                      |
| 27   | 5월 5일   | 전하지 못한 목소리 : 지화(火)철 1080호 미스터리  | 2003년          | 이승윤, 정인선, 강승윤       |                      |
| 28   | 5월 12일  | 빙고호텔 VIP룸 - 비밀캐비닛 1303                 | 1990년          | 미노이, 한승연, 온주완       |                      |
| 29   | 5월 19일  | 나를 잊지 말아요 - 오월이 오면                   | 1980년          | 강훈, 송영규, 휘인           |                      |
| 30   | 6월 2일   | 마녀를 잡아라! : 1991 적과의 동거                | 1991년          | 박승희, 김진수, 주학년       | 5월 26일 결방        |
| 31   | 6월 9일   | 1980 불량배 소탕 작전                            | 1980년          | 윤균상, 임지연, 정성호       |                      |
| 32   | 6월 16일  | 살인범의 진실게임 - 움막 살인사건                | 2012년, 2014년  | 넉살, 김선영, 장희진         |                      |
| 33   | 6월 23일  | 작전명령 174호 - 돌아오지 못한 소년들            | 1950년          | 솔지, 박효주, 폴 킴          |                      |
| 34   | 6월 30일  | 시와 피                                          | 일제강점기~해방 | 윤박, 김이나, 미연           |                      |
| 35   | 7월 7일   | 7,000억 스캔들 - 큰손 장회장의 비밀              | 1982년          | 김해준, 박준면, 효정         |                      |
| 36   | 7월 14일  | 네 살배기 목격자와 '애기 아저씨'                 | 1996년          | 김용명, 정만식, 청하         |                      |
| 37   | 7월 21일  | 살인범의 미토콘드리아 - 2006 냉동고 살인사건     | 2006년          | 별, 정인선, 승관             |                      |
| 38   | 7월 28일  | 검은 돌고래와 불청객                             | 1996년          | 이기우, 홍석천, 선미         |                      |
| 39   | 8월 4일   | 어린 용의자, 그리고 비밀 계약                    | 2013년          | 초아, 김문정, key            |                      |
| 40   | 8월 11일  | 죽음의 동굴 - 돌아오지 못한 사람들               | 1920~1930년     | 이현이, 김주령, 박군         |                      |
| 41   | 8월 18일  | 전설의 타이거 헌터 - 78년만의 귀환               | 1910년          | 권진아, 최정훈, 치타         |                      |
| 42   | 8월 25일  | 두 번의 기적 : 나의 마음은 지지 않았다           | 1950년          | 안지영, 오나라, 온주완       |                      |
| 43   | 9월 1일   | 기묘한 증발, 그리고 검은 그림자                  | 1992년          | 조정식, 이윤지, 규현         |                      |
| 44   | 9월 8일   | 살인범의 매니큐어                                | 2003년          | 소유, 진경, 키노             |                      |
| 45   | 9월 15일  | 이방인 엄마의 살인 고백 - 295호의 비밀           | 1992년          | 윤채경, 알렉스, 백지영       |                      |
| 46   | 9월 22일  | 필사의 51분, 1971 공중지옥                       | 1971년          | 최강창민, 배해선, 박초롱     |                      |
| 47   | 9월 29일  | 0.001%의 확률과의 사투 - DNA와 검은 점퍼         | 2007년          | 문별, 한승연, 김종민         |                      |
| 48   | 10월 6일  | 47년만의 탈출 : 검은 강을 넘어라                 | 1989년~1997년   | 김민석, 정이랑, 장예은       |                      |
| 49   | 10월 13일 | 서울 그랜저 97XX - 7개의 타이어 자국             | 1993년          | 장희진, 김태영, 하하         |                      |
| 50   | 10월 20일 | 가을의 전설, 최동원                              | 1982년          | 신소율, 김진수, 이용대       |                      |
| 51   | 10월 27일 | 딱 한번만 더 : 유괴범의 모래성                   | 1990년          | 자이언트핑크, 홍석천, 김혜윤 |                      |
| 52   | 11월 3일  | 아무도 모른다 - '물음표 가족의 마지막 외출'      | 2016년          | 조정식, 송창의, 민영         |                      |
| 53   | 11월 10일 | First In, Last Out                               | 2001년          | 안현모, 최영준, 유아         |                      |
| 54   | 11월 17일 | 필사의 도주 벼랑 끝에 선 사람들                  | 1972년          | 김용명, 정영주, 최유정       |                      |
| 55   | 12월 1일  | 예고된 추락 - 성수대교 붕괴 참사                 | 1994년          | 김설현, 장혁진, 유나         | 월드컵 결방          |
| 56   | 12월 8일  | 1992년 대입 시험지 도난 사건 : 정답없음          | 1992년          | 존 박, 장규성, 김가현        |                      |
| 57   | 12월 15일 | 봉대산 불다람쥐와의 숨바꼭질                     | 1994년~2011년   | 정동원, 박효주, 손동운       |                      |
| 58   | 12월 22일 | 사람을 죽이는 목소리 - 발신: '김미영 팀장'       | 2021년          | 손호준, 공승연, 카더가든     |                      |
| 59   | 12월 29일 | 증발한 남자와 쌍둥이 형제                        | 2010년          | 정성호, 정영주, 헤이즈       |                      |

### 2023년
| 회차 | 방송일    | 부제                                            | 연도          | 게스트(이야기 친구)      | 비고          |
| ---- | --------- | ----------------------------------------------- | ------------- | ------------------------ | ------------- |
| 60   | 1월 5일   | ‘安(안)’의 전쟁 - 나는 아직 할 말이 많다!       | 1905년~1909년 | 넉살, 정일우, 최유정     |               |
| 61   | 1월 12일  | 협박범의 편지 - 4천만 대국민 인질극             | 1984년        | 윤박, 소이현, 문빈       |               |
| 62   | 1월 19일  | 내 꿈은 가난하지 않았다 - 1982 최후의 도전      | 1970년~1982년 | 김요한, 박명훈, 흰       |               |
| 63   | 1월 26일  | 사라진 K2 - 해병대 총기탈취범과의 일주일        | 2007년        | 소희, 최귀화, 이훈       |               |
| 64   | 2월 2일   | 뒤바뀐 딸 - 20년만의 재회                       | 1981년        | 이지혜, 김정태, 장예은   |               |
| 65   | 2월 9일   | 1975 베트남 탈출기                              | 1975년        | 별, 송영규, 김기혁       |               |
| 66   | 2월 16일  | 매국노가 낳은 애국자                            | 1950년        | 제아, 최영준, 라이머     |               |
| 67   | 2월 23일  | 목숨을 건 약속 - 철의 여인과 매니저 김          | 2007년        | 김범, 한승연, 유이       |               |
| 68   | 3월 2일   | 58년 만의 복수 - 착혈귀를 찾아라                | 1942년        | 적재, 김광규, 장희진     |               |
| 69   | 3월 9일   | 수상한 비밀 작전 - C-123기 추락 사건            | 1982년        | 표예진, 최원영, 손동운   |               |
| 70   | 3월 16일  | 나의 변호사                                     | 1986년        | 서경석, 김이나, 치타     |               |
| 71   | 3월 23일  | 1998 회장님의 빅 이벤트 - 이봐, 해봤어?         | 1998년        | 케이, 김진수, 키노       |               |
| 72   | 3월 30일  | 흙과 철의 사나이 - 정 회장의 상상은 현실이 된다 | 1969년~1997년 | 김용명, 윤보미, 주호민   |               |
| 73   | 4월 6일   | 백골 시신과 시멘트 - 1948, 사라진 사람들        | 1948년        | 장혁진, 김의성, 강미나   |               |
| 74   | 4월 13일  | 53일간의 살인                                   | 2016년        | 유주, 소이현, 주학년     |               |
| 75   | 4월 20일  | 8cm가 부른 죽음 - 대구 상인동 가스 폭발         | 1995년        | 홍석천, 심이영, 이미주   |               |
| 76   | 4월 27일  | 나를 꺼내줘 - 생존 좌표, 지하 125m              | 1967년        | 신소율, 이동국, 김보라   |               |
| 77   | 5월 4일   | 새벽 2시의 라이터 - 사라진 소녀들               | 1995년        | 박선영, 김미경, 한해     |               |
| 78   | 5월 11일  | 세상에서 가장 긴 하루 - 대구 학교폭력           | 2011년        | 존 박, 김문정, 빽가      |               |
| 79   | 5월 18일  | 아들을 찾아서 - 동굴 속 죽음의 비밀             | 1986년        | 진구, 박효주, 미연       |               |
| 80   | 5월 25일  | 낙동강변 살인사건 - 분홍 보따리의 기적          | 1990년        | 이현이, 김정태, 이채연   |               |
| 81   | 6월 1일   | 푸른눈의 선장과 김치 – 기적의 해상철수작전      | 1950년        | 라이머, 김도현, 김용지   |               |
| 82   | 6월 8일   | 우리는 만나야 한다                              | 1964년~1971년 | 정원, 조성하, 유이       |               |
| 83   | 6월 15일  | 살인 12+2 - 악마의 고백                         | 1986년~1991년 | 이용주, 치타, 윤시윤     |               |
| 84   | 6월 22일  | 산골짜기 미스터리 십자가                        | 2011년        | 현재, 정만식, 오나라     |               |
| 85   | 6월 29일  | 마을의 숨겨진 살인마 - 사라진 308명             | 1966년~1970년 | 배유람, 정영주, 한혜진   |               |
| 86   | 7월 6일   | 응답하라 733 - 1993년 목포 여객기 추락사고      | 1993년        | 김원훈, 한승연, 김현우   |               |
| 87   | 7월 13일  | 총성과 함성 - 사라진 금메달리스트               | 1936년        | 조나단, 이미도, 조정식   |               |
| 88   | 7월 20일  | 살인의 계절 - 윤 노파 살인사건                  | 1981년        | 김동현, 홍은희, 승희     |               |
| 89   | 7월 27일  | 어느 날 내가 사라졌다 - 그 여자의 살인 시나리오 | 2010년        | 백지영, 산다라박, 주호민 |               |
| 90   | 8월 3일   | 외톨이가 보낸 소포 - 버지니아 공대 총기 난사    | 2007년        | 딘딘, 송영규, 공승연     |               |
| 91   | 8월 17일  | 인연과 악연 사이 - 어느 인질의 고백             | 1974년        | 문별, 신영숙, 하하       | 8월 10일 결방 |
| 92   | 8월 24일  | 경하의 꽃신, 44년만에 찾은 딸                   | 1975년        | 제이쓴, 장영남, 미연     |               |
| 93   | 9월 7일   | 샌프란시스코 사형수 철수                        | 1973년        | 홍석천, 정성호, 오나라   | 8월 31일 결방 |
| 94   | 9월 14일  | 깡패 김태촌                                     | 1975년        | 김응수, 진구, 류현경     |               |
| 95   | 9월 28일  | 무적가족과 24번째 불                            | 2004년        | 이솜, 유승호, 김동휘     | 9월 21일 결방 |
| 96   | 10월 5일  | 형사수첩 속 가족사진 - 아들의 기묘한 여정       | 2013년        | 김진수, 송해나, key      |               |
| 97   | 10월 12일 | 우리가 살아남은 이유                            | 1984년        | 효연, 조현우, 장예은     |               |
| 98   | 10월 19일 | 논현동 고시원 방화 살인                         | 2008년        | 이석훈, 류승수, 예린     |               |
| 99   | 10월 26일 | 궁정동의 목격자들                               |               | 이현이, 김광규, 넉살     |               |
| 100  | 11월 2일  | 공작 1987                                       | 1987년        | 옥주현, 이정은, 이이경   |               |
| 101  | 11월 9일  | 완벽한 타인, 현실판 화차                        | 2011년        | 가비, 박효주, 김민재     |               |
| 102  | 11월 16일 | 최후의 의병 - 1954 독도대첩                     |               | 지상렬, 김민호, 박선영   |               |
| 103  | 11월 23일 | 그라운드 제로 - 9.11 테러의 그 날               |               | 별, 안길강, 엑시         |               |
| 104  | 11월 30일 | 여우고개의 묻힌 진실                            | 2011년        | 정세운, 송영규, 모니카   |               |
| 105  | 12월 7일  | 히로시마 카운트 다운                            | 1945년        | 정상훈, 김다영, 허니제이 |               |
| 106  | 12월 14일 | 학교 의 봄 강남S고 의 잔혹사                    |               | 정모, 김정민, 서동주     |               |
| 107  | 12월 21일 | 유일한                                          |               | 최예나, 이병준, 라이머   |               |
| 108  | 12월 28일 | 오지 할머니 의 비밀                             |               | 서경석, 김미경, 배다해   |               |

### 2024년
| 회차 | 방송일    | 부제                                         | 연도                             | 게스트 (이야기 친구)    | 비고 |
| ---- | --------- | -------------------------------------------- | -------------------------------- | ----------------------- | ---- |
| 109  | 1월 4일   | 수술실의 유령                                | 2016년                           | 신우, 이미도, 한승연    |      |
| 110  | 1월 11일  | 아직 끝나지 않았다 - 1991 개구리 소년        | 1991년                           | 시은, 장혁진, 신동      |      |
| 111  | 1월 18일  | 격추의 시대 - 1978 어느 생존자의 기억        | 1978년                           | 오지환, 곽시양, 송해나  |      |
| 112  | 1월 25일  | 부산행 - 우키시마호 침몰 미스터리            | 1945년                           | 미란이, 박호산, 이인권  |      |
| 113  | 2월 1일   | 선아의 SOS - 네 모녀 실종 사건               | 2008년                           | 설아, 정은표, 천정명    |      |
| 114  | 2월 8일   | 미스터리 심령술사 준 라보                    | 1980년 ~1990년                   | 이창섭, 간미연, 최연우  |      |
| 115  | 2월 15일  | 서커스소녀 일어버린 이름을 찾아서            | 1991년                           | 홍종현, 홍지윤, 미연    |      |
| 116  | 2월 22일  | 황태자와 찰리 채플린                         | 1937년 ~ 1957년                  | 청하, 김진수, 이영진    |      |
| 117  | 2월 29일  | 노인과 바다                                  | 2007년                           | 신지, 장예은, 김범수    |      |
| 118  | 3월 7일   | 하나회 시작 그리고 끝                        | 1979년                           | 권혁수, 최병모, 이현이  |      |
| 119  | 3월 14일  | 크리스마스 의 악몽                           | 2015년                           | 치타, 윤태영, 엄지윤    |      |
| 120  | 3월 21일  | 이리역 폭발 사고                             | 1977년                           | 신성, 김다영, 유아      |      |
| 121  | 3월 28일  | 대전 국민은행 살인사건                       | 2001년                           | 넉살, 데니안, 지예은    |      |
| 122  | 4월 4일   | 칼날 위 에서 노래하다                        | 1930년 ~ 1944년, 조선 ~ 대한제국 | 이무진, 박효주, 모니카  |      |
| 123  | 4월 11일  | 선거판 의 나이트                             | 생년 미상 ~ 1987년               | 김종민, 정성호, 정영주  |      |
| 124  | 4월 18일  | 그섬에 아이들이 있었다                       | 일제강점기 ~ 1982년              | 제이쓴, 이종혁, 김민경  |      |
| 125  | 4월 25일  | 포천농약 살인사건                            | 2011년                           | 김용명, 아이엠, 공승연  |      |
| 126  | 5월 2일   | 마천루를 덮친 화마 그리고 최후 의 생존자     | 1971년                           | 이창섭, 효연, 김광규    |      |
| 127  | 5월 9일   | 서준이가 사라졌다                            | 2008년                           | 유선호, 김성규, 백지영  |      |
| 128  | 5월 16일  | 5.16군사정변                                 | 1961년                           | 홍석천, 이인권, 오종혁  |      |
| 129  | 5월 23일  | 냉동시신과 비밀의 집                         | 1980년                           | 이정신, 이준, 인순이    |      |
| 130  | 5월 30일  | 2003 홍대 괴담                               | 2003년                           | 김종서,장윤희,간미연    |      |
| 131  | 6월 6일   | 복행하라 129편                               | 2002년                           | 강재준, 이승훈, 츄      |      |
| 132  | 6월 13일  | 아시아의 물개 조오련                         | 1952년                           | 유이, 정희태, 박태환    |      |
| 133  | 6월 20일  | 천국의 섬을 탈출 하라                        | 2010년                           | 데니안, 이엘, 주시은    |      |
| 134  | 6월 27일  | 1998 지리산 폭우 참사                        | 1998년                           | 이승윤, 이철민, 남보라  |      |
| 135  | 7월 4일   | 장미정원 의 비밀                             | 1980년                           | 웬디, 육중완, 이주빈    |      |
| 136  | 7월 11일  | 영원한 슈펴맨 삼미 슈퍼 스타즈               | 1982년                           | 지상렬, 신소율, 이보미  |      |
| 137  | 7월 18일  | 세자매 연쇄 사망 사건                        | 2006년                           | 김진수, 청하, 표예진    |      |
| 138  | 8월 15일  | 경성축구단의 에이스                          | 1950년                           | 김민경, 경서, 배성재    |      |
| 139  | 8월 22일  | 전두환, 노태우 전 대통령 구속 사건           | 1995년                           | 가비, 김정민, 김지영    |      |
| 140  | 8월 29일  | 살인자 어깨에 새겨진 마지막 메세지           | 2004년                           | 이승훈, 류승수, 배다해  |      |
| 141  | 9월 5일   | 그놈을 잡아라 401일의 질주                   | 1997년                           | 토니 안, 송건희, 츄     |      |
| 142  | 9월 12일  | 징역 100년 형                                | 미상 ~ 2024년                    | 강주은, 최영우, 대니 구 |      |
| 143  | 9월 19일  | 위험한 커넥션 - 강서구 재력가 청부 살인 사건 | 2014년                           | 김호영, 신동, 조아      |      |
| 144  | 9월 26일  | 황제의 비밀특사                              | 1907년                           | 유선, 신성록, 주시은    |      |
| 145  | 10월 3일  | 살인자의 데갈코마니                          | 2017년                           | 강다니엘, 진경, 박선영  |      |
| 146  | 10월 10일 | 비밀의 창시자                                | 2007년                           | 장동민, 서동주, 영탁    |      |
| 147  | 10월 17일 | 괴물 매미                                    | 2003년                           | 디노, 이규형, 치타      |      |
| 148  | 10월 24일 | 피라미드의 덫                                | 1988년 ~ 2004년                  | 류승룡, 박명훈, 한승연  |      |
| 149  | 10월 31일 | 사형수 유영철                                | 1988년 ~ 2004년                  | 최덕문, 미미, 강민혁    |      |
| 150  | 11월 7일  | 제주4.3사건                                  | 1944년 ~ 1950년                  | 조우진,조달환,헤이즈    |      |
| 151  | 11월 21일 | 숭례문 610년 만의 붕괴                       | 2008년                           | 최정원,적재,진기주      |      |
| 152  | 11월 28일 | 아무도 모른다                                | 2013년                           | 최이랑,최진혁,서효림    |      |
| 153  | 12월 5일  | 사형집행                                     | 1997년                           | 이상순,김희창,안영미    |      |
| 154  | 12월 12일 | 미확인 비행물체 25% 의 비밀                  | 1990년 ~ 현재                    | 허경환,빽가,윤하        |      |
| 155  | 12월 19일 | 살인 설계자 영민                             | 2001년                           | 임주환,신동,주현영      |      |
| 156  | 12월 26일 | 너는 내운명                                  | 2002년                           | 윤두준,정성호,신소율    |      |

### 2025년
| 회차 | 방송일   | 부제                                            | 연도                 | 게스트 (이야기 친구)                       | 비고          |
| ---- | -------- | ----------------------------------------------- | -------------------- | ------------------------------------------ | ------------- |
| 157  | 1월 2일  | 보물을 찾는 사람들                              | 1975년               | 이준호, 김국희, 유빈 (오마이걸)            |               |
| 158  | 1월 9일  | 2008년 하계 올림픽                              | 2008년               | 도겸(세븐틴), 하도권, 주시은               |               |
| 159  | 1월 16일 | 이름없는 기술자 이근안                          | 1980년 ~ 1986년      | 박은석, 최기환, 전효성                     |               |
| 160  | 1월 23일 | KAL납북사건                                     | 1971년               | 박주현, 문정희, 장민호                     |               |
| 161  | 2월 6일  | 왕자가 된 소녀들                                | 1950년 ~ 60년대 초반 | 고규필, 장혜진, 아이키                     | 1월 30일 결방 |
| 162  | 2월 13일 | 당신이 모르는 도가니 이야기                     | 2005년               | 손준호, 하윤경, 변정수                     |               |
| 163  | 2월 20일 | 극비임무 핵무기를 소유하라                      | 1973년               | 최다니엘, 한채아, 정혁                     |               |
| 164  | 2월 27일 | 철혈 광복단                                     | 1910년 ~ 1945년      | 신기루, 추상미, 이택근                     |               |
| 165  | 3월 6일  | 범죄꾼의 시나리오                               | 2001년               | 김호영, 진서연, 테이                       |               |
| 166  | 3월 13일 | 유신헌법과 긴급조치                             | 1972년               | 홍석천, 이인권, 박효주                     |               |
| 167  | 3월 20일 | 직업 살인마 정두영                              | 1986년 ~ 2000년      | 김민재, 강민혁, 윤아 (아일릿)              |               |
| 168  | 3월 27일 | 악몽의 합숙소 천안초축구부 화재 사고            | 2003년               | 박병은, 최수빈(투모로우바이투게더), 백지영 |               |
| 169  | 4월 3일  | 낙인 - 아이를 가질수 없는 섬 소록도             | 1910년 ~ 1945년      | 최원영, 서영희, 청하                       |               |
| 170  | 4월 10일 | 김일곤의 살생부                                 | 1987년 ~ 2015년      | 임주환, 박경혜, 가을 (IVE)                 |               |
| 171  | 4월 17일 | 두발의 총성 그리고 11명의 목격자                | 1984년               | 오대환, 윤도현, 조수향                     |               |
| 172  | 4월 24일 | 살인자의 거짓말 그리고 마지막 단서              | 2001년               | 차지연, 경수진, 이주헌 (몬스타 엑스)       |               |
| 173  | 5월 1일  | 꿈의 직장 수상한 이야기                         | 1978년               | 온주완, 정영주, 임세미                     |               |
| 174  | 5월 8일  | 죽음의 드라이브                                 | 1994년               | 김광규, 이미도, 유빈 (오마이걸)            |               |
| 175  | 5월 15일 | <내아이가 사라졌다> 박초롱초롱초롱 사건 1부     | 1997년               | 정성호, 홍화연, 미미 (오마이걸)            |               |
| 176  | 5월 22일 | <내아이가 사라졌다> 배준일,김현정 살인 사건 2부 | 1975년               | 김종국,임하룡, 정은지 (에이핑크)           |               |
| 177  | 5월 29일 | <내아이가 사라졌다> 이형호군 유괴사건 3부       | 1991년               | 이이경, 승준(NCT WISH), 별                 |               |
| 178  | 6월 5일  | 최악의 성폭행범 발바리                          | 1995년 ~ 2005년      | 나르샤, 정동환(멜로망스), 강다니엘         |               |
| 179  | 6월 12일 | 2016 서울 총격 태러 사건                        | 2016년               | 임형준 , 신봉선, 채령 (ITZY)               |               |
| 180  | 6월 19일 | 시간의 사투                                     | 2014년               | 최영우, 하원미, 모니카                     |               |
| 181  | 6월 26일 | 특집 : 더리얼1 염순덕 피살사건                  | 2001년               | 강승윤(위너), 표창원, 옥자연               |               |
| 182  | 7월 3일  | 특집 : 더리얼2강호순                            | 2005년 ~ 2010년      | 김태균, 권일용, 장예원                     |               |
| 183  | 7월 10일 | 특집 : 더리얼3 사형수 오휘웅                    | 1974년 ~ 1975년      | 윈터(aespa), 류수영, 박준영                |               |
| 184  | 7월 17일 | 전설의 코리아 파이터 최배달 VS 역도산           | 조선                 | 이원지, 허경환, 송진우                     |               |
| 185  | 7월 24일 | 강화도 괴담                                     | 2001년               | 가원 (MEOVV), 박명훈, 박하나               |               |
| 186  | 7월 31일 | 지하실의 여인 - 응암동 괴담                     | 1997년               | 최정원 (뮤지컬 배우), 홍지민, 이현우       |               |
| 187  | 8월 7일  | 비밀의 집                                       | 2016년               | 하동균, 보아, 윤산하 (아스트로)            |               |
| 188  | 8월 14일 | 2003 거여동 밀실 살인사건                       | 2003년               | 박효주,이승협,홍화연                       |               |
| 189  | 8월 21일 |                                                 |                      |                                            |               |

## 결방 및 편성 변경 안내
2020년
- 10월 1일 : 추석 특집 《선미네 비디오가게》 편성으로 인한 결방.

2021년
- 11월 4일 : SBS 스포츠 2021년 KBO 리그 준플레이오프 1차전 《두산 베어스 VS LG 트윈스》 중계방송으로 인한 밤 11시 5분으로 편성 변경.

2022년
- 2월 10일 ~ 2월 17일 : 《2022 베이징 동계 올림픽》 중계방송으로 인한 결방.
- 5월 26일 : 《제8회 전국동시지방선거》 서울시장 후보 초청 토론회 편성으로 인한 결방.
- 10월 13일 : SBS 스포츠 《2022년 KBO 리그》 와일드카드 결정전 1차전 《KIA 타이거즈 VS KT 위즈》 중계방송 및 《SBS 8 뉴스》 지연 방송으로 인한 밤 10시 40분으로 편성 변경.
- 11월 24일 : 2022 카타르 월드컵 조별리그 H조 1차전 《대한민국 VS 우루과이》 중계방송으로 인한 결방.

2023년
- 8월 10일 : 태풍 카눈 관련 뉴스특보 편성 및 국민사형투표 1회 편성으로 인한 결방.
- 8월 31일 : 파일럿 《과몰입 인생사》 편성으로 인한 결방.
- 9월 21일 : 《2022 항저우 아시안게임 - 남자축구 조별리그 2차전 <대한민국 VS 태국>》 중계방송 및 SBS 목요 드라마 《국민사형투표》 편성으로 인한 결방.

2024년
- 6월 6일 : 《2026 북중미 월드컵》예선 싱가포르 VS 대한민국 중계방송으로 인한 11시로 변경.
- 7월 25일 ~ 8월 8일 : 《2024 파리올림픽》 중계방송으로 인한 결방.
- 11월 14일 : 《2026 북중미 월드컵》예선 쿠웨이트 VS 대한민국 중계방송으로 인한 결방

2025년
- 1월 30일 : 《2025 설 특선 영화 범죄도시4》 편성으로 인한 결방

## 같이 보기
관련 항목
- 역사(모든 프로그램 전부 해당)
- 실화(정규 프로그램에만 해당)

방송 프로그램
- 긴급출동 24시(KBS 1TV)
- 공개수사 실종, 제보자들, 표리부동(KBS 2TV)
- 생방송 방과 후 듄듄(EBS 1TV)
- 우리시대, 리얼스토리 눈(MBC TV)
- 긴급출동 SOS 24, 심장이 뛴다, 당신이 혹하는 사이(SBS TV)
- 진상월드(MBN)
- 구조신호 시그널(TV조선)
- 알쓸범잡(tvN)
- 이숙영의 러브FM, 윤수현의 천태만상(SBS 러브FM)
- 김영철의 파워FM, 두시탈출 컬투쇼(SBS 파워FM)
- 황우창의 음악정원(cpbc FM)
- 여성시대, 싱글벙글쇼(MBC 표준FM)

## 수상 목록
- SBS 연예대상
  - 2020년 SBS 연예대상 방송작가상 : 이해연
  - 2020년 SBS 연예대상 쇼 버라이어티부문 우수상 : 장도연
  - 2021년 SBS 연예대상 넥스트 레벨상 : 장도연
  - 2022년 SBS 연예대상 방송작가상 : 서인희
- 제49회 한국방송대상
  - 2022년 제49회 한국방송대상 작가상(꼬리에 꼬리를 무는 그날 이야기 작가진)

## 네트워크 방송사
| 방송 권역        | 방송사 | 비고 |
| ---------------- | ------ | ---- |
| 수도권           | SBS    |      |
| 부산/경남권      | KNN    |      |
| 울산권           | ubc    |      |
| 대구/경북권      | TBC    |      |
| 대전/세종/충남권 | TJB    |      |
| 광주/전남권      | kbc    |      |
| 충북권           | CJB    |      |
| 전북권           | JTV    |      |
| 강원권           | G1방송 |      |
| 제주권           | JIBS   |      |